# Pardosa arctica
Pardosa arctica là một loài nhện trong họ Lycosidae.
Loài này thuộc chi Pardosa. Pardosa arctica được Wladislaus Kulczynski miêu tả năm 1916.